# 11514 Tsunenaga
11514 Tsunenaga eller 1991 CO1 är en asteroid i huvudbältet som upptäcktes den 13 februari 1991 av den japanska astronomen Masahiro Koishikawa vid Ayashi-observatoriet i Japan. Den är uppkallad efter Hasekura Tsunenaga.
Den tillhör asteroidgruppen Eos.